# 日干错朵玛
日干错朵玛是一个位于中国青海省久治县的湖泊，面积约为4.5平方千米。